# Андреев, Иван Андреевич (партийный деятель)
Иван Андреевич Андреев (1897—1973) — российский революционер, советский партийный деятель, председатель Смоленского губисполкома (август-декабрь 1919 года).

## Биография
Иван Андреев родился в деревне Ларинки Смоленской губернии. Получил низшее образование. С раннего возраста проживал в Москве, работал на предприятиях, затем устроился почтальоном на Московский городской почтамт. В 1912 году Андреев вступил в партию большевиков, участвовал в революционной деятельности. Позднее он был призван на службу в царскую армию.
После Февральской революции Андреев вернулся на родину. 10 марта 1917 года он был избран председателем Кикинского волостного Совета крестьянских депутатов. С мая 1917 по июнь 1919 года Андреев работал председателем Юхновского уисполкома, председателем Юхновского укома РКП(б).
20 августа 1919 года Андреев был избран председателем Смоленского губисполкома, занимал эту должность до декабря того же года. С января по май 1920 года работал на Украине, в Кременчуге. Позднее вновь работал в Смоленске, а в 1921 году уехал в Москву, где поступил на учёбу в Институт красной профессуры.
В 1930—1936 годах Андреев работал на партийных должностях на Дальнем Востоке и в Поволжье.
26 января—10 февраля 1934 года делегат XVII съезда ВКП(б) с решающим голосом от Саратовской парторганизации.
С 1937 года работал в Госплане СССР и Наркомводе СССР.
Скончался 17 мая 1973 года. Урна с прахом захоронена в колумбарии Новодевичьего кладбища.

## Награды
Был награждён орденами Ленина, Трудового Красного Знамени и «Знак Почёта», рядом медалей.